# Dmitrij Nosov
Dmitrij Nosov (rusky: Дмитрий Носов), (* 9. dubna 1980 Čita-46 (Gornyj), Sovětský svaz) je bývalý reprezentant Ruska v judu a sambu. Je majitelem bronzové olympijské medaile z roku 2004.

## Životopis
Narodil se na východní Sibiři ve vojenském městě v rodině profesionálního vojáka. V roce 1987 se rodina přesunula do Leningradu (Petrohradu) a během politických změn na začátku 90. let do Moskvy. V Moskvě se seznámil se základy bojových umění v známém moskevském klubu Sambo-70.

## Sportovní kariéra
Tento temperamentní Rus vyznávající zápasnický styl juda se v reprezentačním A týmu Ruska udržel sice jen 3 sezóny, ale podařilo se mu získat bronzovou medaili z olympijských her. Jeho velkou předností byl bleskový útok prakticky z jakékoliv strany.
V roce 2004 si vybojoval nominaci na olympijské hry do Athén a prvním kole znepříjemnil návrat domů Japonci Tomoučimu. Ve druhé minutě ho strhnul sambistickou variantou joko-sutemiwaza na wazari a prakticky z další akce útočícího Japonce (pokus o uči-matu) kontroval na ippon-wazari. Další dva zápasy vyhrál na body a v semifinále se utkal s reprezentantem Řecka Iliadisem. Hned v úvodu ho málem dostal do držení a několik sekund nato byl kousek od stržení Iliadise technikou tomoe-nage na lopatky. Úvodní tlak ho však stal mnoho sil bez získaného bodu a zápasu tak postupně začal dominovat Iliadis. Ke konci druhé minuty hodil Nosova technikou seoi-otoši na juko a techniku dopracoval na zemi v osaekomi-waza (držení). Nosov tak po velmi tvrdém a napínavém duelu podlehl Iliadisovi na ippon. V boji o 3. místo se utkal s Ázerbájdžáncem Əzizovem. V zápase bojoval s zlomenou levou rukou, ke které došlo při dopadu na zem při Iliadisově seoi-otoši. Zápas rozhodla neindentifikovatelná spíše volnostylařská zápasnická technika Nosova v polovině zápasu. Měl za ní dostat ippon, ale pravděpodobně kvůli tomu nejudistickému provedení dostal pouze wazari. Náskok udržel až do konce a získal bronzovou medaili.
Po skončení aktivní kariéry byl častým hostem v televizi a později vstoupil do velké politiky.

## Výsledky
| Turnaj             | 2004 | 2005 | 2006 |
| ------------------ | ---- | ---- | ---- |
| Olympijské hry     | 3.   | -    | -    |
| Mistrovství světa  | -    | 7.   | -    |
| Mistrovství Evropy | 3.   | dns  | úč.  |